# Blindia capillifolia
Blindia capillifolia là một loài rêu trong họ Seligeriaceae. Loài này được Cardot mô tả khoa học đầu tiên năm 1906.